# Såpört
Såpört (Gypsophila fastigiata L.) är en flerårig ört med vita små blommor tätt växande i kvastliknande knippen och med smala, mörka, blågröna blad. Stjälken är tunn och mörk. Såpörten blommar från juni till augusti och är rätt sällsynt i Sverige där den även är fridlyst. Den kan påträffast på sandiga ställen i Skåne, Dalarna, Öland och Gotland.
I författarinnan Jean M. Auels roman serie om istiden använder huvudpersonen Ayla ofta såpört för att rena sig. Roten bultas med en sten och därvid uppstår ett lödder som kan användas i renande syfte.